# Eschscholzia californica

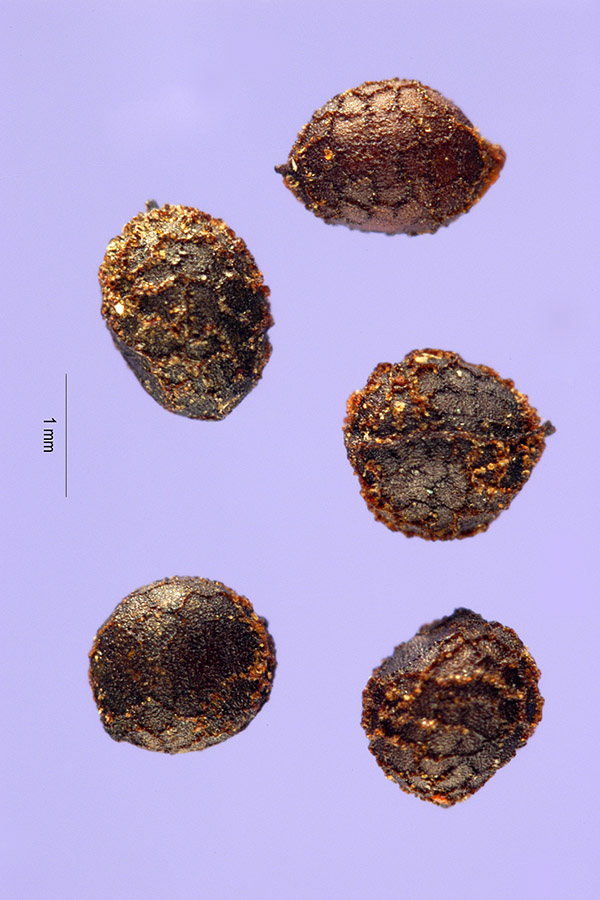
Semillas maduras.

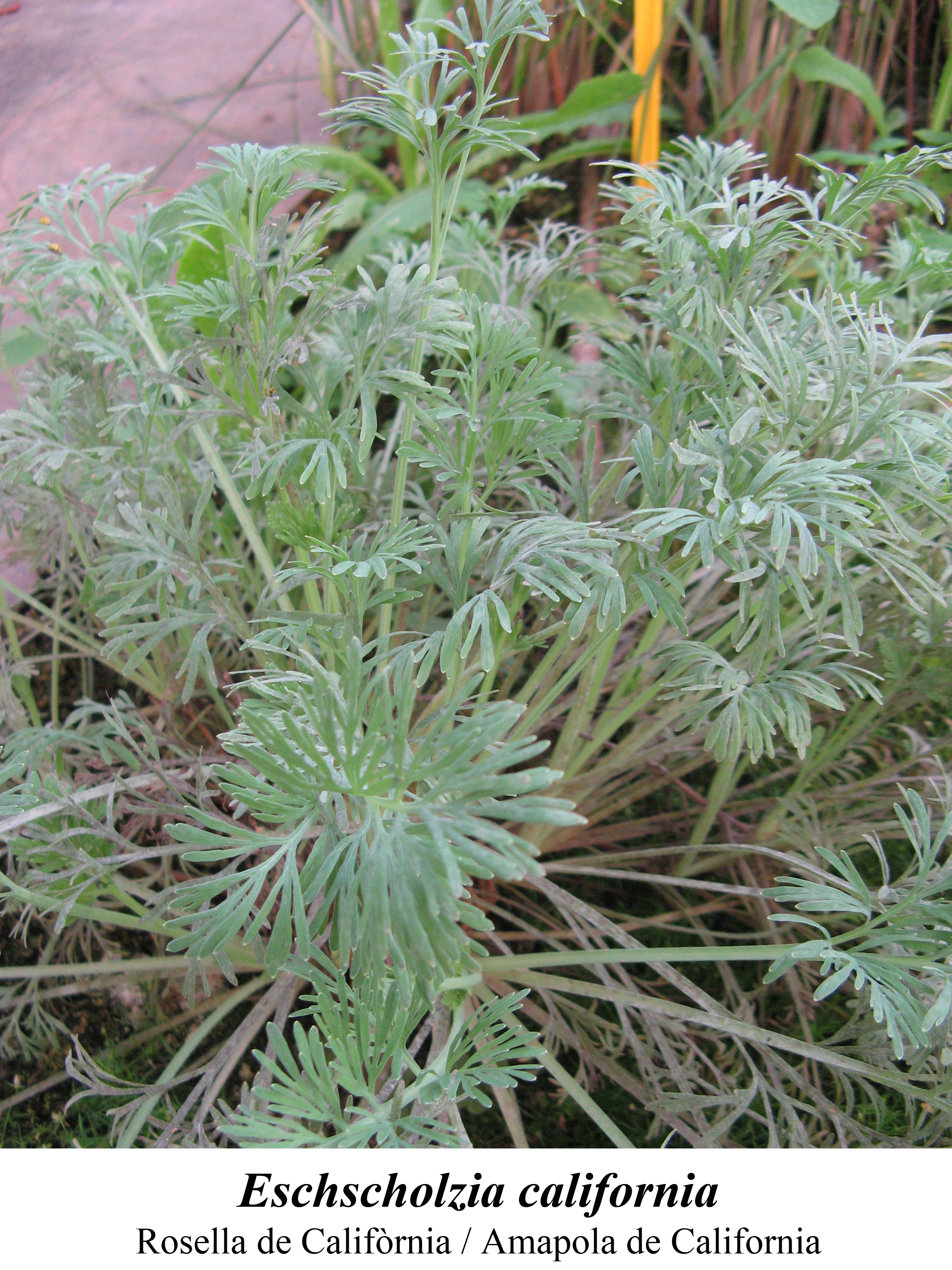
Vista de la planta.

La amapola de California (Eschscholzia californica) es una especie de papaverácea (Papaveraceae), perteneciente a la subfamilia Eschscholzioideae originaria de California y Baja California, y también naturalizada en varias partes del mundo. El género Eschscholzia incluye doce especies oriundas de América del Norte. Esta planta debe su nombre científico al botánico alemán Johann Friedrich von Eschscholtz que la descubrió en California a principios del siglo XIX y luego se convirtió en la flor oficial del estado en 1903.
Se la utiliza como ornamental ya que en la época estival ofrece numerosas flores de color naranja brillante, aunque debe estar expuesta siempre a pleno sol.
Sus nombres populares son amapola de California, campanilla, dedal de oro, flor del tren, escholtzia, rasete, raso, y fernandos.

## Descripción morfológica
Planta vivaz, anual o perenne, erecta y de una altura de entre 30 y 60 cm. Las hojas son pinnatisectas o pinnatipartidas. Sus flores son grandes y solitarias con cuatro pétalos amarillos o anaranjados con mancha oscura en la base, y sus sépalos están soldados formando una capucha. El fruto es una cápsula de entre 7 y 10 cm recta y glabra, con semillas globulosas, reticuladas o punteadas.

## Hábitat y distribución
Es una planta común en zonas templadas de América del Norte y del Sur, típica de California y Baja California como su nombre indica y también naturalizada en Chile y unos cuantos países de Europa. En España se encuentra en puntos aislados de la península, en las Islas Canarias y en las Islas Baleares y se considera especie invasora. Es una planta que se cultiva en jardines y a veces es subespontánea. Aparece en suelos secos, arenosos y nitrificados.

### Como especie invasora
Debido a su potencial colonizador y constituir una amenaza grave para las especies autóctonas, los hábitats o los ecosistemas, esta especie ha sido incluida en el Catálogo Español de Especies Exóticas Invasoras, regulado por el Real Decreto 630/2013, de 2 de agosto, estando prohibida en España su introducción en el medio natural, posesión, transporte, tráfico y comercio.

## Uso medicinal
La parte de la planta que se utiliza medicinalmente está constituida por las partes aéreas recogidas en época de floración, con un contenido de alcaloides totales de 0,50 % a 1,20 %. Las raíces tienen una mayor concentración de alcaloides (2,5 %).

## Farmacología

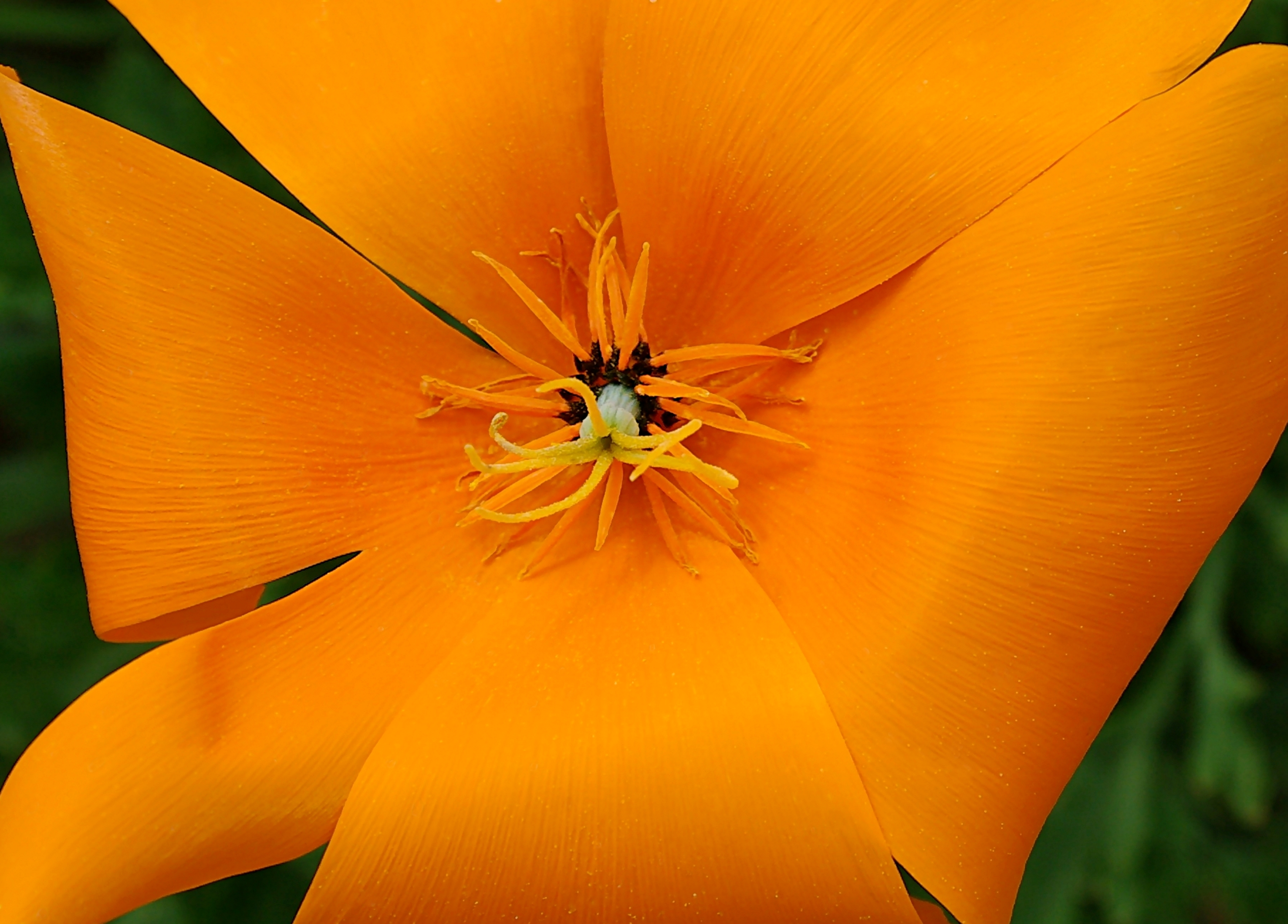
Detalle.

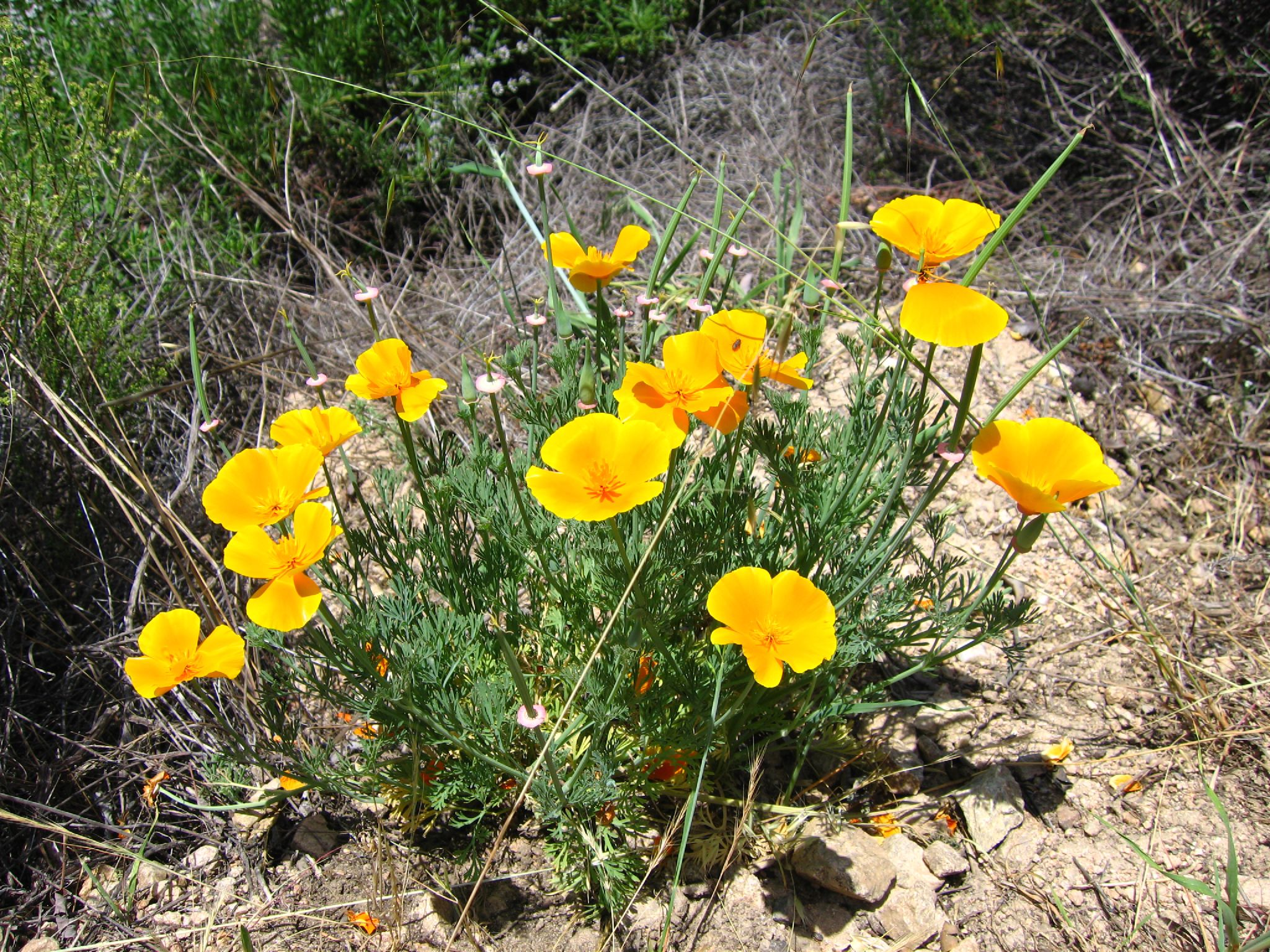
Vista de la planta en flor.

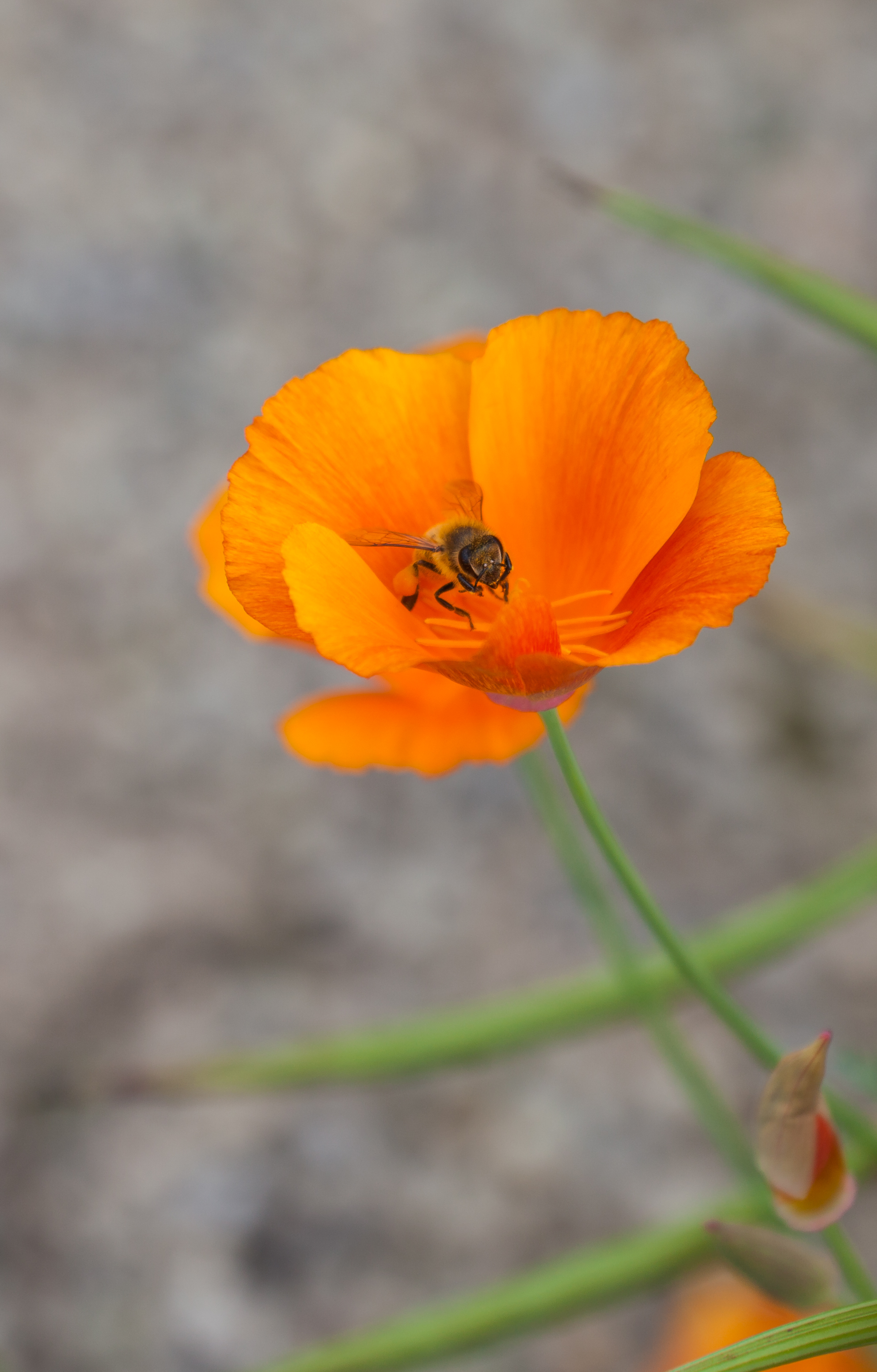
Abeja (Lasioglossum calceatum) extrahiendo néctar en un ejemplar de Eschscholzia californica.

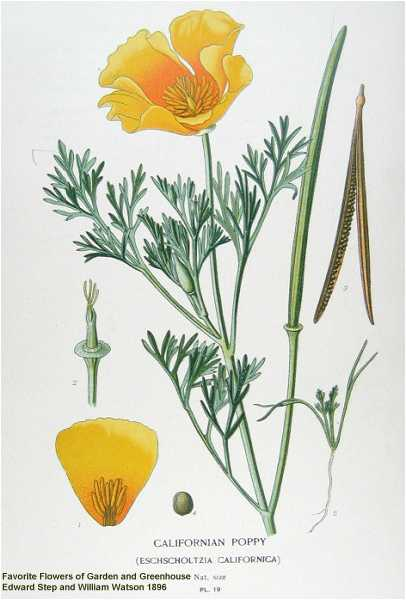
Ilustración.

### Composición química
Alcaloides isoquinolínicos: Algunos con estructura parecida a la morfina y presentes en el Opio de adormidera (protopina)
- Derivados de la aporfina: laurotetamina, lauroscolzina, glaucina, escolina (magnoflorina).

- Derivados de la protopina: protopina, criptopina, quelirrubina, queliritrin, sanguinarina, quelidonina...

- Derivados de la pavina: norargemonina, bisnorargenonina, escolzina, escoltaidina, californidina.

- Derivados de la protoberberina: coptisina.

- Derivados de la 5-benzil-tetrahidroquinoleina: escolinina.

Flavonoides: quercetina y derivados, isorramnetina y derivados.
Carotenos: (3S,5R,3S)-4,5-retro-beta,beta-caroteno-3,5,3-triol.
Heterósidos Cianogenéticos: Linamarina, presentes sobre todo en la planta fresca.

### Acciones farmacológicas
Sus propiedades son:
- Sedante del Sistema Nervioso Central (SNC)
- Analgésico
- Hipnótico suave.
- Espasmolítica
- Antibacteriano y antifúngico
- Vasodilatador coronario y antihipertensivo
- Antiinflamatorio
- Anestésico

Se ha comprobado la unión de ciertos alcaloides con receptores opioides y además poseen estructuras parecidas con las β-endorfinas o dinorfinas, por tanto hacen presuponer un efecto hipnótico-analgésico. Además se observó en animales que el extracto hidroalcólico de la Amapola de California causa un efecto sedativo, antidepresivo y levemente hipnótico.
Parece ser que carece de riesgos de adicción y toxicidad no obstante, hay una similitud entre la protopina y la morfina. Carece de efectos adversos pero en cantidades superiores puede causar depresión respiratoria.

### Contraindicaciones e interacciones
Está contraindicada en caso de glaucoma, embarazo o lactancia. Además interacciona con barbitúricos, benzodiacepinas y antihistamínicos H1 de primera generación.

## Otros usos
La amapola de california se utiliza como fuente de un aceite comestible y para adornar panes y pasteles con sus semillas. También forma parte de piensos para ganado avícola y vacuno.
En el estado de California se usa la imagen de la flor en el Sistema Estatal de Carreteras Escénicas de California.

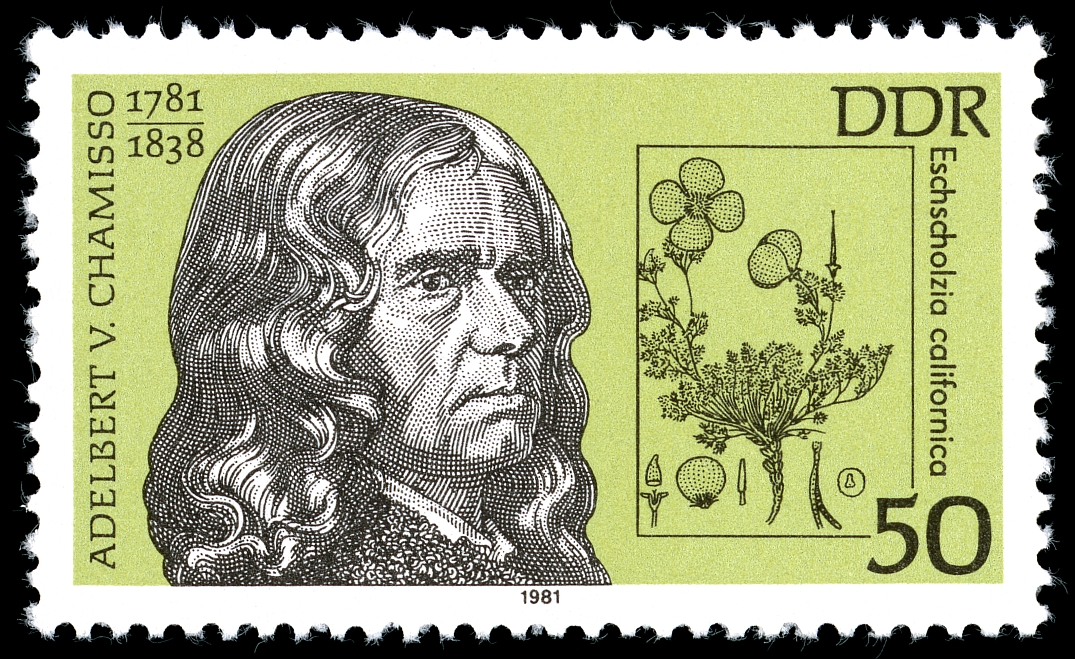
Sello postal del Deutsche Post de la RDA (1981) de la serie Personajes significativos

Se usó su imagen junto a la del botánico Adelbert von Chamisso como sello postal en Alemania en 1981.

Señalización del sistema estatal de carreteras escénica en California

## Taxonomía
Eschscholzia californica fue descrita por Adelbert von Chamisso y publicado en Horae Physicae Berolinenses 74–75, pl. 15. 1820.
Variedad aceptada
- Eschscholzia californica subsp. mexicana (Greene) C.Clark.[20]

Sinonimia
- Chelidonium multifidum Moç. & Sessé ex DC.
- Chryseis caespitosa Torr. & A.Gray
- Chryseis californica (Cham.) Lindl.
- Chryseis compacta Lindl.
- Chryseis crocea Lindl.
- Chryseis douglasii Hook. & Arn. ex Torr. & A.Gray
- Chryseis hypecoides Torr. & A.Gray
- Chryseis tenuifolia Torr. & A.Gray
- Eschscholzia absinthiifolia Greene
- Eschscholzia ambigua Greene
- Eschscholzia angularis Greene
- Eschscholzia apiculata Greene
- Eschscholzia benedicta Greene
- Eschscholzia bernardina Greene
- Eschscholzia bernardina var. coarctata Fedde
- Eschscholzia brandegeei Greene
- Eschscholzia calosperma Greene
- Eschscholzia chartacea Fedde
- Eschscholzia clevelandi Greene
- Eschscholzia cognata Greene
- Eschscholzia columbiana Greene
- Eschscholzia compacta (Lindl.) Walp.
- Eschscholzia confinis Greene
- Eschscholzia crocea Benth.
- Eschscholzia crocea var. apiifolia Greene
- Eschscholzia crocea var. longissima Greene
- Eschscholzia crocea var. sanctarum (Greene) Fedde
- Eschscholzia cucullata Greene
- Eschscholzia cyathifera Greene
- Eschscholzia debilis Greene
- Eschscholzia diversiloba Greene
- Eschscholzia douglasii (Hook. & Arn. ex Torr. & A.Gray) Walp.
- Eschscholzia douglasii Benth. nom. illegit.
- Eschscholzia douglasii Hook. & Arn.
- Eschscholzia eastwoodiae Greene
- Eschscholzia floribunda Greene
- Eschscholzia floribunda var. gorgonica Greene
- Eschscholzia floribunda var. gracillima Fedde
- Eschscholzia foeniculace Greene
- Eschscholzia glauca Greene
- Eschscholzia granulata Greene
- Eschscholzia granulata var. minuscula Fedde
- Eschscholzia helleriana Greene
- Eschscholzia helleriana var. tilingii Fedde
- Eschscholzia inflata Greene
- Eschscholzia isostigma Greene
- Eschscholzia juncea Greene
- Eschscholzia lacera Greene
- Eschscholzia leptandra Greene
- Eschscholzia leptomitra Greene
- Eschscholzia leucostictaGreene
- Eschscholzia marcida Greene
- Eschscholzia marcida var. monticola Greene
- Eschscholzia maritima Greene
- Eschscholzia menziesiana Greene
- Eschscholzia menziesiana var. anemophila Greene
- Eschscholzia menziesiana var.coarctata Fedde
- Eschscholzia menziesiana var. nesiaca Fedde
- Eschscholzia menziesiana var. recedens Greene
- Eschscholzia microloba Greene
- Eschscholzia nitrophila Greene
- Eschscholzia oregana Greene
- Eschscholzia peninsularis Greene
- Eschscholzia physodes Greene
- Eschscholzia picta Greene
- Eschscholzia pseudoinflata Fedde
- Eschscholzia recta Greene
- Eschscholzia revoluta Greene
- Eschscholzia revoluta var. caudatocalyx Fedde
- Eschscholzia rigida Greene
- Eschscholzia robusta Greene
- Eschscholzia rosea auct.
- Eschscholzia scariosa Greene
- Eschscholzia scariosa var. dichasiophora Fedde
- Eschscholzia setchellii Fedde
- Eschscholzia shastensis Greene
- Eschscholzia straminea Greene
- Eschscholzia stricta Greene
- Eschscholzia tenuisecta Greene
- Eschscholzia thermophila Greene
- Eschscholzia tristis Fedde
- Eschscholzia vernalis Greene
- Eschscholzia xylorrhiza Greene
- Eschscholzia yainacensis Greene
- Eschscholzia yainacensis var. modocensis Fedde
- ?Omonoia californica Raf.[20]